# TransAVIAexport Airlines
TransAVIAexport Airlines lub TAE Avia – to białoruskie linie lotnicze z siedzibą w Mińsku, Białoruś. Linie specjalizują się w przewozach towarowych. Linie powstały w 1992.
Głównymi bazami przewoźnika są Port lotniczy Mińsk oraz Port lotniczy Szardża w Zjednoczonych Emiratach Arabskich.
Samoloty przewoźnika można zobaczyć na lotniskach europejskich, afrykańskich, azjatyckich. Linie latają również do USA, Australii oraz do Ameryki Południowej.
2 grudnia 2021 r. TransAVIAexport i dwa jego samoloty zostały dodane do Listy Specjalnie Wyznaczonych Obywateli i Osób Zablokowanych przez Departament Skarbu Stanów Zjednoczonych. W 2022 roku linia lotnicza została objęta sankcjami Wielkiej Brytanii, UE, Szwajcarii i Japonii.

## Flota
Przewoźnik korzysta z samolotów towarowych produkcji radzieckiej Ił-76, które są w stanie zabrać do 45 ton frachtu. Samolot może wykonywać loty ze słabo rozwiniętych lotnisk, co zwiększa liczbę klientów linii.
- 13 samolotów Ił-76